# لودفيغ بيكمان
لودفيغ بيكمان (بالألمانية: Ludwig Beckmann)‏ هو عسكري ألماني، ولد في 26 أكتوبر 1895 في دورتموند في ألمانيا، وتوفي في 20 يناير 1965 في أوسنابروك في ألمانيا.